# Statt zitt
Statt zitt è un singolo del rapper italiano Vale Lambo, pubblicato il 23 aprile 2020 come secondo estratto dal secondo album in studio Come il mare.

## Tracce
1. Statt zitt – 2:50